# Hypomecis dentigerata
Hypomecis dentigerata är en fjärilsart som beskrevs av W. Warren 1899. Hypomecis dentigerata ingår i släktet Hypomecis och familjen mätare. Inga underarter finns listade i Catalogue of Life.